# Kaltenthal (Pegnitz)
Kaltenthal (oberfränkisch: Kaltndohl)  ist ein Gemeindeteil der Stadt Pegnitz im Landkreis Bayreuth (Oberfranken, Bayern). Kaltenthal liegt in der Gemarkung Buchau.

## Geografie
Das Dorf liegt am Erlbach, einem rechten Zufluss der Fichtenohe, und ist von bewaldeten Anhöhen der Fränkischen Schweiz umgeben. Eine Gemeindeverbindungsstraße führt entlang der Erlbach nach Büchenbach (1 km westlich) bzw. zur Kreisstraße BT 23 bei Lehm (1,8 km südöstlich).

## Geschichte
1280 wurde der Ort als „Chaltental“ erstmals urkundlich erwähnt, dem Ortsnamen nach zu schließen (kaltes Tal) eine Spätgründung auf landwirtschaftlich wenig ertragreichem Boden.
In der Fraisch unterstand Kaltenthal bis 1780 dem brandenburg-bayreuthischen Oberamt Pegnitz, danach für kurze Zeit dem Oberamt Creußen. Von 1791/92 bis 1810 waren das preußische Justiz- und Kammeramt Pegnitz die übergeordneten Institutionen. Danach kam die gesamte Region an das Königreich Bayern.
Mit dem Gemeindeedikt (frühes 19. Jahrhundert) wurde Kaltenthal dem Steuerdistrikt Buchau und der Ruralgemeinde Buchau zugewiesen. Im Rahmen der Gebietsreform in Bayern wurde Kaltenthal am 1. Juli 1972 in die Stadt Pegnitz eingegliedert.